# Número telefònic únic
3314061906 telefònic únic, número telefònic unificat, i d'altres denominacions similars es refereixen a un servei ofert per empreses telefòniques i de telecomunicacions que permet usar un mateix número de telèfon associat a diverses línies telefòniques, generalment instal·lat en oficines i negocis. Per comptar amb el servei és necessari tenir almenys dues línies telefòniques, encara que generalment es veu instal·lat amb almenys quatre.
Aquest servei agilita considerablement la comunicació entre client i venedor; permet memoritzar o anunciar un sol número, amb el qual es podran mantenir múltiples converses o enllaços simultàniament. És per això que també truca al servei número mai ocupat, doncs si està una línia en ús, la trucada entrant passarà a una altra línia.

## Descripció
A l'usuari que contracta el servei se li assigna un número (generalment un número fàcil de recordar) al qual se li destina un conjunt de línies que en general es troben en la mateixa localització geogràfica, i al seu torn, connectades a una centraleta interna o PBX.
Al moment que un usuari desitgi contactar amb l'oficina que compta amb el servei de número únic, la trucada es enrutará per qualsevol de les línies que estiguin lliures pertanyents al grup amb el servei, ja sigui en forma aleatòria o seguint un ordre de prioritat predefinit, encara que en el cas d'estar connectat a un PBX, és igual a través de quina línia entre la trucada. En general, contestarà una operadora o un servei automàtic que commutarà la trucada després de la marcació d'una extensió.
Un problema molt comú amb el servei es presenta quan una o més de les línies que conformen el servei s'avaria. Es torna complicat establir comunicació amb la companyia: quan aquesta és enrutada a la línia avariada, l'usuari escoltarà to de timbre sense resposta, i haurà de tornar a marcar el número perquè la central telefònica de la companyia que ofereix el servei enrute la trucada a una altra línia en bon estat, completant-se la comunicació. És per aquest motiu que la configuració de ruteo de trucades hauria de ser aleatori, rotatiu o alternat, perquè en marcar el número novament sigui assignat a línies diferents. De no ser així, el que truca pot tractar de comunicar-se reiteradament amb la mateixa línia avariada.
El servei, encara que va destinat per agilitar les trucades entrants d'un local comercial, també ve en general amb una característica en les trucades sortints: el que rep la trucada originada des de l'oficina (amb qualsevol de les línies associades en el servei) registrarà el mateix número en el seu identificador de trucades. En altres paraules, cridant de qualsevol de les línies, l'abonat de destinació identificarà al usuari pel mateix número en el seu dispositiu d'identificador de trucades. (Caller ID)
El servei és de vegades anomenat erròniament servei PBX o servei Ce

## Número virtual
En certes ocasions, el servei pot ser ofert d'una altra manera: L'usuari posseeix tantes línies com desitgi, cadascuna amb el mateix número o amb un número diferent, però se li assigna un número virtual al que l'usuari accesará en marcar-ho. Una vegada marcat aquest número virtual, algorismes en les computadores de la companyia de telèfon enrutarán la trucada a qualsevol de les línies que físicament estan instal·lades. En alguns països a aquest servei se li coneix també com a Número Central.
El número virtual, no seria més que un accés directe que enrutará la trucada a un altre número únic, o a un conjunt de línies prèviament definit.
El propòsit d'aquesta configuració sol ser generalment per assignar un número amb diferent tarifació de cobrament al usuari: cobrament a destinació, número gratuït, càrrec addicional, etc.
Per exemple: el 112 o 911 d'emergència és un d'ells. La central telefònica local rutearía la trucada a un altre número que és l'instal·lat en les oficines d'atenció d'emergència. No es descarta llavors la possibilitat de contactar-se amb els números d'emergència a través de números comunues, i pagant la tarifa per una trucada a aquest número, ja que el 911 o 112 solen ser gratis. Es dona per descomptat que un servei d'atenció a emergències està capacitat per rebre més d'una trucada alhora.

## Exemple
La Companyia X té 6 línies telefòniques associades al número 5551000.
- L'abonat A vol comunicar-se amb "La Companyia X".
- Marca 5551000.
- La central telefònica de la companyia que ofereix el servei fa un monitoreo instantani de les línies en ús i lliures de "La Companyia X", i assigna la trucada a qualsevol de les lliures.
- En cas d'estar les 6 línies comunicant, l'usuari rebrà el to d'ocupat.
- Si hi ha almenys 1 línia lliure, la trucada serà enrutada per aquesta via, completant-se la trucada.

Tot això ocorre en desenes de segon si la central és digital.

## Codis alfanumèrics
Per recordar fàcilment números de telèfon únics a vegades s'utilitzen phonewords (de l'anglès phone words, "paraules de telèfon"), que són codis que utilitzen punt nombres com a lletres. P.i. el Canal d'Isabel II utilitza per atendre als seus clients el codi 9000CANAL, equivalent al número de telèfon 900022625.

## Números telefònics únics a Espanya
A Espanya s'usen els números 900, gratuïts per a l'usuari (trucades pagades per l'empresa que les rep); 901, de cost compartit; 902, trucades pagades per a l'usuari; etc.